# Seeschlacht vor der Chesapeake Bay
Die Seeschlacht vor der Chesapeake Bay (auch genannt Battle of the Virginia Capes) fand am 5. September 1781 zwischen einer britischen und einer französischen Flotte während des Amerikanischen Unabhängigkeitskrieges statt. Gemessen an den beidseitigen Verlusten war das Gefecht unbedeutend, aber die Folgen waren von großer Bedeutung. Nachdem die Briten die Kontrolle über die Bucht verloren hatten, mussten sie bei Yorktown kapitulieren, was letztendlich den Amerikanischen Unabhängigkeitskrieg beendete.

## Vorgeschichte
Anfang 1781 konzentrierten sich sowohl die britischen Truppen als auch die Separatisten in Virginia. Die britischen Truppen wurden zunächst von dem Überläufer Benedict Arnold angeführt. Dieser wurde von General William Phillips und Ende Mai von General Charles Cornwallis abgelöst. Im Juni begab sich Cornwallis nach Williamsburg, wo er eine Serie von verwirrenden Befehlen von General Henry Clinton zur Errichtung eines Seehafens, durch den der Nachschub gesichert werden sollte, erhielt. Cornwallis wählte Yorktown als Standort des Hafens. Er verlegte Ende Juli seine Truppen dorthin und begann mit der Befestigung des Ortes. Die Kontrolle über die Chesapeake Bay wurde daher zum wichtigsten militärischen Ziel auf beiden Seiten.
Bereits am 21. Mai trafen sich George Washington, der Kommandant der Kontinentalarmee, und der Comte de Rochambeau, Kommandant der französischen Expédition Particulière, um zu beraten, wie man weiter vorgehen sollte. Die Verbündeten zogen entweder einen Angriff auf die britische Hauptbasis in New York City oder gegen die britischen Truppen in Virginia in Betracht. Für jede der beiden Optionen benötigten die Amerikaner die Unterstützung der französischen Marine. Aus diesem Grund wurde ein Schiff nach Cap-Français auf Haiti geschickt, um den französischen Admiral de Grasse, der mit einer starken französischen Flotte von Frankreich nach Westindien entsandt worden war, zu treffen und ihn um seine Unterstützung zu bitten. Außerdem erwarteten die Verbündeten eine Einschätzung des Admirals, welches militärische Ziel er für möglich hielt, wobei ihm Rochambeau in einer persönlichen Notiz seine Vorliebe für die Operation gegen Virginia mitteilte. Inzwischen zogen George Washington und Rochambeau ihre Armeen nach White Plains, um von dort die weiteren Entwicklungen abzuwarten.

## Ankunft der Flotten
Admiral de Grasse erreichte am 15. August Cap-Français und schickte sofort die Concorde nach Newport, um George Washington darüber zu informieren, dass er in die Chesapeake Bay segeln werde, um die dortige Operation der verbündeten Armeen zu unterstützen. Er nahm 3.200 Mann Fußtruppen an Bord und verließ mit 26 Linienschiffen und fünf Fregatten Cap-Français. Er wählte nicht die übliche Route, um sein eigentliches Ziel zu verbergen. Der britische Admiral George Rodney, der de Grasse Kurs zwischen den Westindischen Inseln verfolgt hatte, erfuhr von der Abfahrt der französischen Flotte. Er glaubte, dass ein Teil der Flotte nach Europa zurückkehren würde; deshalb beauftragte er Admiral Sir Samuel Hood mit einer Flotte von nur 14 Linienschiffen, de Grasse aufzuspüren. Rodney, der krank war, segelte mit der restlichen Flotte nach England, um sich zu erholen, die Schiffe zu warten und die atlantische Hurrikansaison zu meiden.
Am 25. August erreichte Admiral Hood die Chesapeake Bay. Da er keine französischen Schiffe vorfand, kehrte er nach New York zurück. Inzwischen hatte sein Kollege Admiral Thomas Graves mehrere Wochen vergeblich damit verbracht, einen Konvoi aufzuspüren, der von John Laurens organisiert wurde und Nachschub von Frankreich nach Boston bringen sollte. Als Hood New York erreichte, war Graves bereits zurückgekehrt. Dieser verfügte nur über fünf einsetzbare Linienschiffe.
Am 27. August verließ der französische Admiral Comte de Barras, der über de Grasses geplantes Ankunftsdatum unterrichtet war, mit acht Linienschiffen, vier Fregatten und 18 Transportschiffen, die mit Waffen und Belagerungsgerät beladen waren, den Hafen von Newport. Er wählte eine Route, die ein Zusammentreffen mit britischen Schiffen möglichst vermeiden sollte. Inzwischen hatten Washington und Rochambeau am 24. August den Hudson River überquert. Als Kriegslist hatten sie einige Truppen zurückgelassen. Sie sollten jede Verstärkung, die zu Cornwallis unterwegs war, möglichst lange aufhalten.
Am 30. August erreichte de Grasse die Chesapeake Bay und landete die Truppen an, die die Blockade von Cornwallis unterstützen sollten. Zwei britische Fregatten, die an der Küste patrouillierten, wurden von de Grasse in der Bucht gefangen und konnten so Graves nicht über die tatsächliche Stärke der französischen Flotte unterrichten. Die Nachricht über de Barras Abfahrt führte die Briten zu dem Schluss, dass die Chesapeake Bay sein Ziel sein müsste. Am 31. August vereinigten Graves und Hood ihre Flotten und segelten mit 19 Linienschiffen nach Süden. Sie kamen nur langsam voran, da sich entgegen Hoods Behauptungen einige seiner Schiffe in schlechtem Zustand befanden und unterwegs repariert werden mussten. Auch Schiffe von Graves waren betroffen, so hatte die 1765 gebaute HMS Europa Probleme mit dem Steuer. Die britische Flotte traf schließlich am 5. September bei der Chesapeake Bay ein.

## Aufstellung

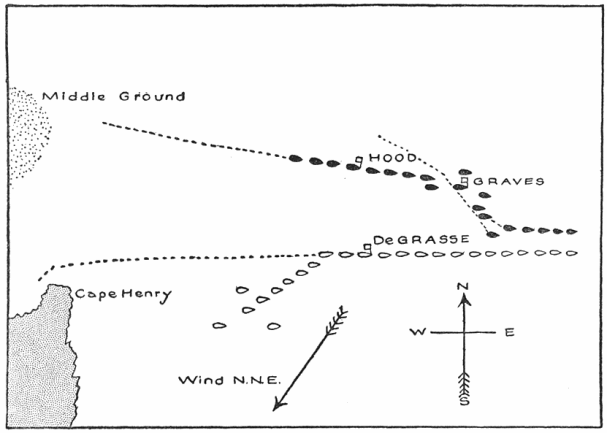
Karte der Schlacht

Etwa um 9:30 Uhr entdeckten Patrouillen-Fregatten von beiden Parteien die gegnerischen Schiffe und beide Seiten unterschätzten zunächst die Größe der Flotten. Sowohl die britischen als auch die französischen Späher glaubten, die Flotte von Admiral de Barras vor sich zu haben. Als Graves die tatsächliche Größe der französischen Flotte erkannte, glaubte er, den vereinten Flotten von de Grasse und de Barras gegenüber zu stehen. Er steuerte seine Linie auf die Mündung der Chesapeake Bay.
Die französischen Linienschiffe Glorieux und Vaillant und vier der Fregatten waren dazu abgestellt, die Mündungen des York River und des James River zu kontrollieren. Auf vielen der vor Anker liegenden Schiffe fehlten Offiziere und Mannschaftsmitglieder; insgesamt etwa 90 Offiziere und 1800 Matrosen. De Grasse realisierte seine schlechte Position, um gegen die hereinkommende Tide und aufgrund der gegebenen Wind- und Landverhältnisse eine Schiffslinie zu formen. Um 11:30 Uhr hatten 24 Schiffe den Anker gelichtet und segelten aus der Bucht. Auf manchen Schiffen fehlten bis zu 200 Mann, so dass einige nicht alle Kanonen besetzen konnten. De Grasse gab den Befehl, ohne Rücksicht auf die übliche Reihenfolge beim Verlassen der Bucht die Linie zu bilden. Da Commodore Louis Antoine de Bougainville einer der ersten war, der die Bucht verließ, übernahm er das Kommando über die Führungsspitze.
Um 13:00 Uhr standen sich die beiden Flotten etwa gegenüber, befanden sich jedoch auf unterschiedlichem Kurs. Etwa um 14:00 Uhr gab Graves den Befehl zu einer Halse, um die Sandbank „Middle Ground“ zu umgehen und eine Linie parallel zu den französischen Schiffen zu bilden. Durch dieses Manöver drehte sich die Reihenfolge der Schiffe um und die offensivste Schwadron von Admiral Hood wurde ans Ende der Linie versetzt. Die beiden Schiffslinien standen so zueinander, dass sich der vordere Teil in Schussweite befand und der hintere Teil zu weit entfernt war. Die britische Linie verlief nördlich der französischen. Da der Wind aus Nordnordost wehte und die Schiffe aus der Bucht Richtung Osten segelten, krängten die Schiffe nach Süden. Dies hatte zur Folge, dass die britischen Schiffe die unteren Stückpforten geschlossen halten mussten, damit kein Wasser eindringen konnte. Es konnten nur die oberen Batteriedecks verwenden werden, während die gegnerischen Schiffe alle Decks zur Verfügung hatten. Die französische Flotte war in der Überzahl, in besserem Wartungszustand und hatte die schwereren Kanonen an Bord. Außerdem waren die britischen Schiffe HMS Ajax und HMS Terrible in der Führungsspitze in einem sehr schlechten Zustand. Gegen 15:45 Uhr gab es zwischen der französischen Führungsspitze und der restlichen Linie eine größere Lücke, wodurch sie durch die Briten leicht hätte abgetrennt werden können. Es gelang Graves jedoch nicht, diesen Vorteil auszunutzen.
Um das britische Linienende näher an den Feind zu dirigieren, gab Graves sich widersprechende Signale, die Hood wiederum falsch verstand. Keine der bestehenden Möglichkeiten, um näher an den Feind zu navigieren, erschien dem Kommandanten des Linienendes sinnvoll. Jeder Kurs, der auf den Feind zu gerichtet ist, beschränkt die eigene Feuerkraft auf die Bugkanonen und setzt das Schiff einem Stevenbeschuss und einer Enfilade aus. Graves hisste zwei Signalflaggen: erstens „line ahead“, was bedeutet, dass man zum voraus fahrenden Schiff aufschließen und danach einen Kurs parallel zum Gegner einschlagen soll; zweitens „close action“, was bedeutet, dass man einen direkten Kurs auf den Gegner einschlägt und dann in entsprechender Entfernung beidreht. Hood verstand die Signale so, dass er die Schlachtlinie beibehalten und sich so nur langsam dem Gegner nähern solle. Hierdurch wurde das Linienende praktisch gar nicht in das Gefecht einbezogen.

## Verlauf
Gegen 16:00 Uhr, etwa sechs Stunden nach der ersten Sichtung, eröffneten die Briten, die den Windvorteil hatten, das Gefecht. Die HMS Intrepid eröffnete als erstes das Feuer auf die Marseillais. Sehr schnell wurden die Spitze und die Mitte der beiden Linien in den Kampf einbezogen. Die Franzosen praktizierten ihre übliche Taktik und zielten hauptsächlich auf die Schiffsmasten und Takelage, um den Gegner manövrierunfähig zu schießen. So wurden die ersten beiden Schiffe HMS Shrewsbury und HMS Intrepid praktisch unmanövrierbar und fielen aus der Linie. Auch die weiteren Schiffe von Admiral Drakes Schwadron erlitten schwere Schäden, jedoch nicht in dem Maße wie die beiden ersten. Auch der Angriffswinkel der britischen Linie spielte eine Rolle. Die Schiffe der Spitze waren Stevenbeschuss ausgesetzt, während sie selbst nur die wenigen Bugkanonen auf den Feind abfeuern konnten.
Auch die Franzosen mussten Verluste hinnehmen. Kapitän de Boades auf der Réfléchi wurde während des Beschusses durch Admiral Drakes Flaggschiff getötet. Vier Schiffe in der französischen Spitze wurden von sieben oder acht Schiffen aus nächster Nähe beschossen. Die Diadème, die nur vier 36-Pfünder und neun 18-Pfünder einsatzbereit hatte, wurde schwer getroffen und konnte nur durch das schnelle Eingreifen der Saint-Esprit gerettet werden. Als sich HMS Princessa und die französische Auguste sehr nahe kamen, unternahm Louis Antoine de Bougainville einen Enterungsversuch, doch Drakes Mannschaft schaffte es, die beiden Schiffe auseinanderzutreiben. Dies gab jedoch der Auguste die Möglichkeit, die HMS Terrible unter Beschuss zu nehmen. Ihr Fockmast, der schon vor der Schlacht in schlechtem Zustand war, wurde von mehreren Kanonenkugeln getroffen. Auch ihre Pumpen, die bereits vollauf ausgelastet waren, um das Schiff über Wasser zu halten, wurden durch einen Treffer kurz über der Wasserlinie schwer beschädigt.
Gegen 17:00 Uhr drehte der Wind zu den Ungunsten der Briten. De Grasse gab das Signal, dass die Spitze schneller segeln solle, damit auch die hinteren Schiffe in den Kampf eingreifen könnten. Bougainville, der in Reichweite der Musketen kämpfte, wollte dem Gegner nicht das ungeschützte Schiffsheck präsentieren. Als er schließlich doch voran segelte, interpretierten die Briten dies als Rückzug. Anstatt ihm zu folgen, ließen sie sich zurückfallen und schossen aus weiter Entfernung. Ein französischer Offizier sagte später, dass die Briten nur deshalb aus der Ferne angriffen um später behaupten zu können, dass sie gekämpft hätten. Der Sonnenuntergang beendete schließlich das Gefecht, während sich beide Flotten auf einem südöstlichen Kurs von der Bucht entfernten.
Das Gros der beiden Flotten war in den Kampf involviert, die Schäden auf beiden Seiten waren jedoch nicht nennenswert. Der hintere Teil war so gut wie unbeteiligt. Admiral Hood berichtete, dass drei seiner Schiffe ein paar Schüsse abgefeuert hätten. Die wiederholten verwirrenden Signale von Graves und die Abweichungen in Hoods Aufzeichnungen, wann welche Signale übermittelt wurden, führte sofort zu gegenseitigen Beschuldigungen, schriftlichen Stellungnahmen und möglicherweise zu einer offiziellen Untersuchung.

## Folgen
De Grasse führte seine Flotte am 8. September zurück zur Bucht und blockierte diese. Admiral Graves brach am 10. September die Verfolgung der französischen Flotte ab und kehrte nach New York zurück, um seine Schiffe reparieren zu lassen. Dadurch überließ er die Kontrolle der Chesapeake Bay den Franzosen. Die französische Flotte brachte die Truppen von George Washington und Rochambeau von der nördlichen Bucht nach Williamsburg.
So unbedeutend das Gefecht als solches war, hatte es doch nachhaltige Folgen. Die britische Armee unter General Cornwallis konnte an Land völlig von der Kontinentalarmee und den Franzosen eingeschlossen werden und hatte auch keine Seeunterstützung mehr. Verstärkung konnte nicht mehr angelandet werden. Ebenso konnten die 5.000 Soldaten des Generals nicht mit Hilfe der Flotte evakuiert werden. Dagegen konnte eine weitere französische Flotte Nachschub und Geschütze bringen. Durch die Beherrschung der Bucht hätte Cornwallis die Chance gehabt, mit seinen Truppen zu entkommen und sich mit anderen Truppen zu vereinen. Nach sechs Wochen der Einschließung kapitulierte Cornwallis bei Yorktown. Damit war der Amerikanische Unabhängigkeitskrieg zu Gunsten der Amerikaner entschieden.

## Schlachtordnung

### Frankreich
| Pluton | 74  | François Hector d’Albert de Rions            |  |  |  | |
| Bourgogne | 74  | Chevalier de Charitte                        |  |  |  | |
| Marseillois | 74  | Henri-César de Castellane Majastre           |  |  |  | |
| Diadème | 74  | Louis-Augustin de Monteclerc                 |  |  |  | Capitaine de Monteclerc wurde verletzt                                                                             |
| Réfléchi | 64  | Brun de Boades                               |  |  |  | Capitaine de Boades wurde während des Gefechts getötet                                                             |
| Auguste | 80  | de Castellan                                 |  |  |  | Flaggschiff der Vorhut (Louis Antoine de Bougainville)                                                             |
| Saint-Esprit                                                                                                   | 80  | Joseph-Bernard de Chabert-Cogolin            |  |  |  | Capitaine Chabert wurde verwundet                                                                                  |
| Caton | 64  | Georges-Francois Godefroy de Framond         |  |  |  | Capitaine de Framond wurde verletzt                                                                                |
| Zentrum |     |                                              |  |  |  | |
| César | 74  | Charles Régis de Coriolis d’Espinouse        |  |  |  | |
| Destin | 74  | Capitaine François-Louis du Maitz de Goimpy  |  |  |  | |
| Ville de Paris                                                                                                 | 104 | Capitaine de Sainte-Césaire                  |  |  |  | Flaggschiff des Zentrums (Lieutenant-général François Joseph Paul de Grasse und Major-général Pierre de Vaugiraud) |
| Victoire | 74  | François d’Albert de Saint-Hippolyte         |  |  |  | |
| Sceptre | 74  | Louis-Philippe de Vaudreuil                  |  |  |  | |
| Northumberland                                                                                                 | 74  | Marquis de Briqueville                       |  |  |  | |
| Palmier | 74  | Jean-François d’Arros d’Argelos              |  |  |  | |
| Solitaire | 64  | Louis-Toussaint Champion de Cicé             |  |  |  | |
| Citoyen | 74  | Comte d'Ethy                                 |  |  |  | |
| Nachhut |     |                                              |  |  |  | |
| Scipion | 74  | Comte de Clavel                              |  |  |  | |
| Magnanime | 74  | Comte Le Bègue                               |  |  |  | |
| Hercule | 74  | Vicomte de Turpin de Breuil                  |  |  |  | |
| Languedoc | 80  | Louis Guillaume de Parscau du Plessix        |  |  |  | Flaggschiff der Nachhut (François-Aymar de Monteil)                                                                |
| Zélé | 74  | Chevalier de Gras-Préville                   |  |  |  | |
| Hector | 74  | Renaud d'Alleins                             |  |  |  | |
| Souverain | 74  | Chevalier de Glandevès                       |  |  |  | |
| Armer en flûte                                                                                                 |     |                                              |  |  |  | |
| Aigrette | 32  | Jean-Baptiste Prevost de Sansac de Traversay |  |  |  | Fregatte |
| Gesamtverluste: 38 getötet, 184 verwundet                                                                      |     |                                              |  |  |  | |
| Quelle: Onésime-Joachim Troude: Batailles navales de la France, Challamel ainé, 1867, Band 2, S. 103–110 vol.2 |     |                                              |  |  |  | |

### Großbritannien
| Admiral Sir Thomas Graves’ Flotte                               | Admiral Sir Thomas Graves’ Flotte | Admiral Sir Thomas Graves’ Flotte                            | Admiral Sir Thomas Graves’ Flotte | Admiral Sir Thomas Graves’ Flotte | Admiral Sir Thomas Graves’ Flotte | Admiral Sir Thomas Graves’ Flotte                                              |                             |                             |
| Schiff                                                          | Kanonen                           | Kommandant                                                   | Verluste                          | Verluste                          | Verluste                          | Anmerkungen                                                                    |                             |                             |
| Schiff                                                          | Kanonen                           | Kommandant                                                   | getötet                           | verwundet                         | Insgesamt                         | Anmerkungen                                                                    |                             |                             |
| Vorhut (eigentlich Nachhut)                                     | Vorhut (eigentlich Nachhut)       | Vorhut (eigentlich Nachhut)                                  | Vorhut (eigentlich Nachhut)       | Vorhut (eigentlich Nachhut)       | Vorhut (eigentlich Nachhut)       | Vorhut (eigentlich Nachhut)                                                    | Vorhut (eigentlich Nachhut) | Vorhut (eigentlich Nachhut) |
| --------------------------------------------------------------- | --------------------------------- | ------------------------------------------------------------ | --------------------------------- | --------------------------------- | --------------------------------- | ------------------------------------------------------------------------------ | --------------------------- | --------------------------- |
| Shrewsbury                                                      | 74                                | Captain Mark Robinson                                        | 14                                | 52                                | 66                                |                                                                                |                             |                             |
| Intrepid                                                        | 64                                | Captain Anthony James Pye Molloy                             | 21                                | 35                                | 56                                |                                                                                |                             |                             |
| Alcide                                                          | 74                                | Captain Charles Thompson                                     | 2                                 | 18                                | 20                                |                                                                                |                             |                             |
| Princessa                                                       | 70                                | Rear-Admiral Francis Samuel Drake Captain Charles Knatchbull | 6                                 | 11                                | 17                                | Flaggschiff der Vorhut                                                         |                             |                             |
| Ajax                                                            | 74                                | Captain Nicholas Charrington                                 | 7                                 | 16                                | 23                                |                                                                                |                             |                             |
| Terrible                                                        | 74                                | Captain Hon. William Clement Finch                           | 4                                 | 11                                | 15                                | Das Schiff wurde stark beschädigt, weshalb man es nach der Schlacht versenkte. |                             |                             |
| Zentrum                                                         |                                   |                                                              |                                   |                                   |                                   |                                                                                |                             |                             |
| Europa                                                          | 64                                | Captain Smith Child                                          | 9                                 | 18                                | 27                                |                                                                                |                             |                             |
| Montague                                                        | 74                                | Captain George Bowen                                         | 8                                 | 22                                | 30                                |                                                                                |                             |                             |
| Royal Oak                                                       | 74                                | Captain John Plummer Ardesoif                                | 4                                 | 5                                 | 9                                 |                                                                                |                             |                             |
| London                                                          | 98                                | Rear-Admiral Thomas Graves Captain David Graves              | 4                                 | 18                                | 22                                | Flaggschiff des Zentrums                                                       |                             |                             |
| Bedford                                                         | 74                                | Captain Richard Graves                                       | 8                                 | 14                                | 22                                |                                                                                |                             |                             |
| Resolution                                                      | 74                                | Captain Lord Robert Manners                                  | 3                                 | 16                                | 19                                |                                                                                |                             |                             |
| America                                                         | 64                                | Captain Samuel Thompson                                      |                                   |                                   |                                   |                                                                                |                             |                             |
| Nachhut (eigentlich Vorhut)                                     |                                   |                                                              |                                   |                                   |                                   |                                                                                |                             |                             |
| Centaur                                                         | 74                                | Captain John Nicholson Inglefield                            |                                   |                                   |                                   |                                                                                |                             |                             |
| Monarch                                                         | 74                                | Captain Francis Reynolds                                     |                                   |                                   |                                   |                                                                                |                             |                             |
| Barfleur                                                        | 98                                | Rear-Admiral Sir Samuel Hood Captain Alexander Hood          |                                   |                                   |                                   | Flaggschiff der Nachhut                                                        |                             |                             |
| Invincible                                                      | 74                                | Captain Charles Saxton                                       |                                   |                                   |                                   |                                                                                |                             |                             |
| Belliqueux                                                      | 64                                | Captain James Brine                                          |                                   |                                   |                                   |                                                                                |                             |                             |
| Alfred                                                          | 74                                | Captain William Bayne                                        |                                   |                                   |                                   |                                                                                |                             |                             |
| Zugeordnete Fregatten                                           |                                   |                                                              |                                   |                                   |                                   |                                                                                |                             |                             |
| Vorhut                                                          |                                   |                                                              |                                   |                                   |                                   |                                                                                |                             |                             |
| Fortunée                                                        | 40                                | Captain Hugh Cloberry Christian                              |                                   |                                   |                                   |                                                                                |                             |                             |
| Sibyl                                                           | 28                                | Captain Lord Charles Fitzgerald                              |                                   |                                   |                                   |                                                                                |                             |                             |
| Salamander                                                      | 8                                 | Commander Edward Bowater                                     |                                   |                                   |                                   | Brander                                                                        |                             |                             |
| Zentrum                                                         |                                   |                                                              |                                   |                                   |                                   |                                                                                |                             |                             |
| Adamant                                                         | 50                                | Captain Gideon Johnstone                                     |                                   |                                   |                                   |                                                                                |                             |                             |
| Nymphe                                                          | 36                                | Captain John Ford                                            |                                   |                                   |                                   |                                                                                |                             |                             |
| Solebay                                                         | 28                                | Captain Charles Holmes Everitt                               |                                   |                                   |                                   |                                                                                |                             |                             |
| Nachhut                                                         |                                   |                                                              |                                   |                                   |                                   |                                                                                |                             |                             |
| Richmond                                                        | 32                                | Captain Charles Hudson                                       |                                   |                                   |                                   |                                                                                |                             |                             |
| Santa Margaritta                                                | 36                                | Captain Elliot Salter                                        |                                   |                                   |                                   |                                                                                |                             |                             |
| Gesamtverluste: 90 getötet, 246 verwundet                       |                                   |                                                              |                                   |                                   |                                   |                                                                                |                             |                             |
| Quelle: Isaac Schomberg: Naval Chronology, Band 4, 1802, S. 377 |                                   |                                                              |                                   |                                   |                                   |                                                                                |                             |                             |